# Henryka Januszewska-Stańczyk
Henryka Januszewska-Stańczyk również jako Henryka Wanda Januszewska-Kotyczka (ur. 3 listopada 1951 w Katowicach) – polska śpiewaczka i pedagog.

## Życiorys
W 1969 ukończyła III Liceum Ogólnokształcące im. Bolesława Prusa w Sosnowcu oraz średnią Szkołę Muzyczną im. Mieczysława Karłowicza w Katowicach, w 1975 studia w Państwowej Wyższej Szkole Muzycznej w Katowicach. Jest wykładowcą w Katedrze Wokalistyki na Wydziale Wokalno-Aktorskim Akademii Muzycznej im. Karola Szymanowskiego w Katowicach. W 2013 otrzymała tytuł profesora sztuk muzycznych (nominacja wręczona 6 stycznia 2014). Jej repertuar w dużej mierze obejmuje twórczość współczesną a także romantyczną i barokową. Występowała m.in. z prawykonaniami na festiwalu muzyki współczesnej Warszawska Jesień. Wraz z pianistą Markiem Drewnowskim nagrała w 1988 w wytwórni DUX płytę CD z nagraniami 20 pieśni Fryderyka Chopina.